# ابوسفیان بن حارث
ابوسفیان پسر حارث نوه عبدالمطلب و برادر رضاعی و عموزاده محمد و از بنی هاشم و از صحابه است. او پس از فتح مکه اسلام آورد و در جنگ حنین شرکت داشت و از معدود افرادی بود که جانانه در جنگ جنگید . او در سال بیستم هجری درگذشت و در بقیع دفن شد. وی را نباید با ابوسفیان بن حرب بن امیه از رؤسای قریش در دوران جاهلیت و پدر معاویه بنیانگذار خلافت اموی اشتباه گرفت.

## نسب
ابوسفیان بن حارث بن عبدالمطلب بن هاشم بن عبدمناف بن قصی بن کلاب بن مرة بن کعب بن لوی بن غالب بن فهر بن مالک بن قریش. وی پسرعمو، برادر رضاعی و هم‌سال محمد  بود و حلیمه سعدیه مدتی او را شیر می داد.  او از نظر ظاهری شبیه محمد بود.  مادر وی غزیه دختر قیس بن طُریف از خاندان حارث بن فهر کنانی    و بنابر دیدگاه دیگر کنیزی به نام سمیه بود. 
خانه ابوسفیان دیوار به دیوار خانه علی بن ابی‌طالب و نزدیک خانه عقیل بن ابی‌طالب بود که در مدینه به دارالکراحی شهرت داشت.

## زندگی
او علاوه بر آن که با محمد پسر عمو بود، برادر شیری او نیز محسوب می شد و مدتی از سینه حلیمه سعدیه شیر نوشیده بود. ابوسفیان پسر حارث در کودکی و نوجوانی با محمد الفت بسیار داشت. اما از لحظه ای که بر رسول خدا وحی نازل شد کینه‌اش را به دل گرفت و هیچ جنگی رخ نداد جز آن که او از پیشگامان آن بود.
وی پیش از فتح مکه برای اسلام آوردن به ابواء به پبشواز مسلمانان رفت ولی در ابتدا مورد پذیرش قرار نگرفت و در روایت نقل شده اقدام به واسطه قرار دادن ابن عباس ، علی ابن ابی طالب و ام سلمه همسر محمد کرد ولی باز با بیمهری محمد روبروشد. چون به ابوسفیان خبر رسید، پسرش هم همراهش بود. او گفت: به خدا سوگند یا باید محمد مرا بپذیرد یا دست این پسرم را می گیرم و سر در بیابان می نهم تا از تشنگی و گرسنگی بمیرم، و حال آنکه ای رسول خدا تو از همه مردم بردبارتر و کریمتری و من هم خویشاوند تو هستم. چون این گفتار او را برای محمد نقل کردند بر او رقت و مهربانی فرمود.(1 و 2)
وی در جنگ حنین در سپاه اسلام جنگید و در موقعی که بسیاری از مسلمین گریخته بودند وی در رکاب محمد با نه تن دیگر باقی ماند و فداکاری بسیار نمود که در تاریخ طبری قسمت غزوه حنین نقل شده‌است.

## مرگ
به نقل مشهور، او در سال ۲۰ق   و به دیگر قول ۱۵ق  و در مدینه درگذشت و عمر بن خطاب بر او نماز خواند.  او را در قبرستان بقیع کنار خانه عقیل بن ابی‌طالب (که مجاور بقیع بود) به خاک سپردند. 
به گزارشی او سه روز پیش از مرگش در بقیع برای خود قبری آماده کرد بود.  سبب مرگ وی بریده شدن زگیلی در سرش هنگام تراشیدن موی سر در ایام حج بوده است.  